# Adolpho Millón Junior
Millon (Santos, Brasil, 16 de septiembre de 1895-Salvador, Bahía, 7 de mayo de 1929) fue un futbolista de Brasil que jugó en la posición de delantero.

## Carrera

### Club
| Periodo   | Club          |
| --------- | ------------- |
| 1914      | CA Paulistano |
| 1915      | Paraná SC     |
| 1915-1922 | Santos        |

### Selección nacional
Jugó para Brasil en ocho ocasiones de 1914 a 1919 y anotó un gol; fue campeón de la Copa América 1919.

## Tras el retiro
Se retiró a los 27 años, donde después fue funcionario público y contador fiscal en Puerto de Santos.

## Logros
- Copa Roca 1914
- Copa América 1919

## Reconocimientos
- Fue uno de los 39 miembros fundadores del Santos Futebol Clube.[5]
- Anotó el primer gol en la historia del Estadio Urbano Caldeira el 22 de octubre de 1916.